# Дюцазнагирк
Дюцазнагирк (Книга богатырей) известна также как: Книга богатырей Армении или Книга богатырей и великанов —  организация по фиксированию рекордов в Армении, основана в 1990 году.

## История
В Армении в 1990 году был создан аналог книги Гиннесса — книга рекордов Армении «Дюцазнагирк».
В 2005 году был проведён «Хоровод единения» вокруг горы Арагац. В 2011 году при финансовой поддержке президента национального Олимпийского комитета Армении Гагика Царукяна была издана армянская книга рекордов — «Дюцазнагирк». В феврале 2012 года,  состоялась торжественная презентация Книги богатырей, в которую вошли силовые и интеллектуальные рекорды, зафиксированные специальной комиссией течение 20 лет. Помимо силовых рекордов в книгу богатырей вошли и интеллектуальные достижения. Тираж книги составил тысячу экземпляров. Автором, и одновременно главой комиссии по определению рекордов, является  Вардан Товмасян. Все рекорды, к которым прилагается рассказ об авторе достижения и его фотографии, классифицированы по разделам. Кроме того, помимо рекордов отмеченный в самой Армении, в книгу включены силовые и интеллектуальные достижения зафиксированные армянами в странах СНГ.
По состоянию на конец февраля 2012 года, в книге имелось 134 рекорда, установленных 65 атлетами, из которых 12 в исполнении 9 силачей отмечены в Книге рекордов Гиннесса. Книгу, по мере обновления рекордов, планируется переиздавать.

## Рекордсмены
- 1991 — Роберт Галстян, с помощью каната, зажатого в зубах, протащил на 10 м 12-тонную машину марки «Краз»[5].
- 27 января 2011 — Сис Микаелян за 1 час 42 минуты, стоя, 3100 раз согнул и разогнул руки с гантелями, вес которых составлял 5 кг 400 гр[9].
- 24 сентября 2011 — Роман Саградян выполнил «большое обратное сальто» 560 раз, позже в декабре этого же года улучшил его достигнув отметки в 1001[2].
- 6 марта 2012 — Роман Саградян установил мировой рекорд, выполнив большое переднее сальто 152 раза[10].